# Quatro Grandes

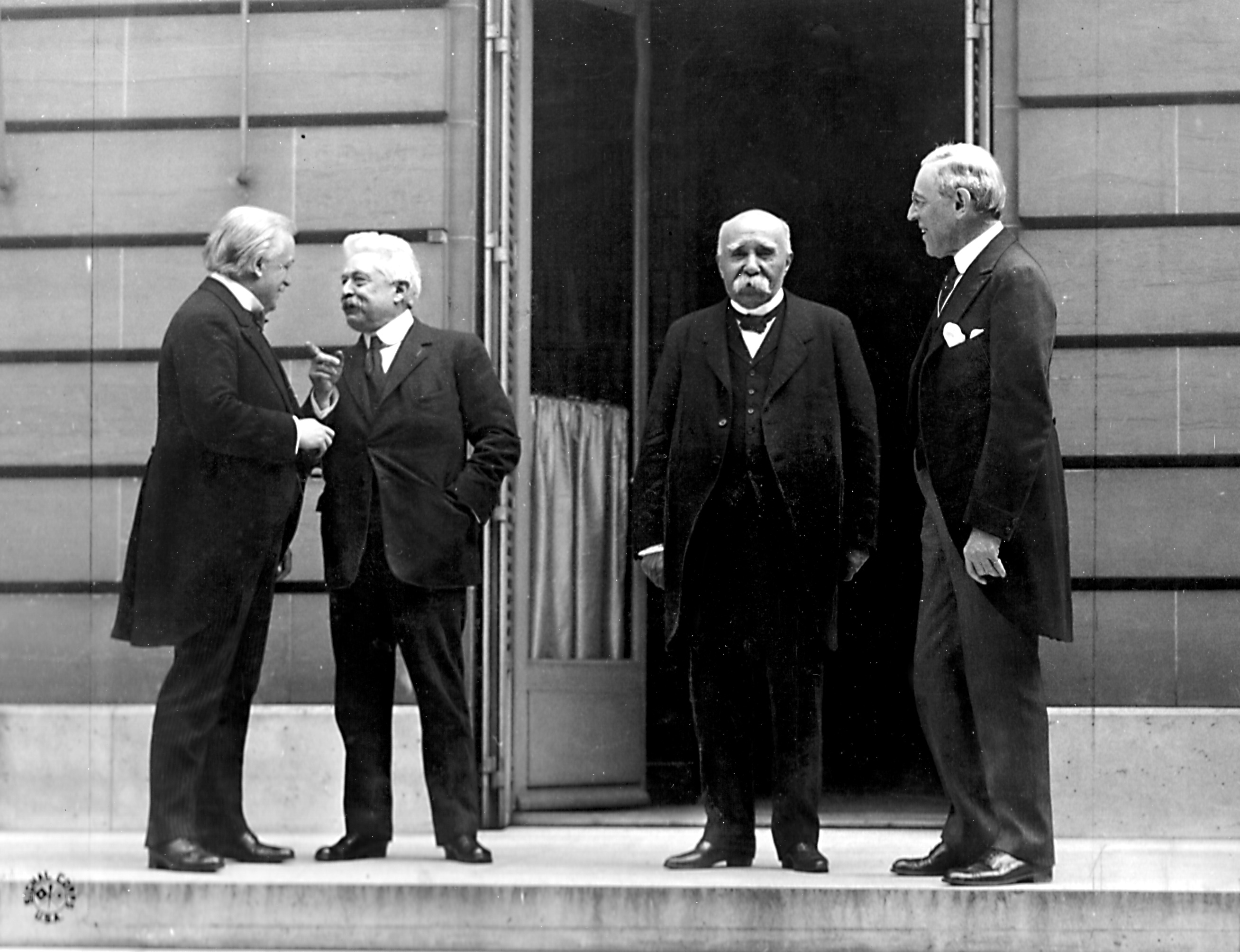
O Conselho dos Quatros (da esquerda para a direita): David Lloyd George, Vittorio Emanuele Orlando, Georges Clemenceau e Woodrow Wilson em Versailles.

Os Quatro Grandes refere-se às principais potências aliadas que ganharam a Primeira Guerra Mundial e aos seus líderes que se reuniram na Conferência de Paz de Paris em Janeiro de 1919. Os Quatro Grandes são também conhecidos como o Conselho dos Quatro. Ela era composta por Woodrow Wilson dos Estados Unidos, David Lloyd George da Grã-Bretanha, Vittorio Emanuele Orlando da Itália, e Georges Clemenceau da França.

## Objetivos
Apesar dos Aliados na Conferência de Paz de Paris estarem representados em Versailles por mais de vinte países, foram os Quatro Grandes os arquitetos do Tratado de Versalhes, que foi assinado com a Alemanha, do Tratado de St. Germain, assinado com a Áustria; do Tratado de Neuilly, com a Bulgária; do Tratado de Trianon, com a Hungria; e do Tratado de Sèvres, com o Império Otomano.